# Valerij Loetsjkevytsj
Valerij Loetsjkevytsj (Oekraïens: Валерій Ігорович Лучкевич) (Zaporizja, 11 januari 1996) is een Oekraïens voetballer die bij voorkeur als middenvelder speelt. Sinds juli 2021 speelt hij voor het Oekraïense Dnipro-1.

## Clubcarrière
Loetsjkevytsj werd geboren in Zaporizja en sloot zich aan in de jeugdopleiding van Metaloerh Zaporizja. In december 2013 tekende hij bij Dnipro Dnipropetrovsk. Op 10 augustus 2014 debuteerde de middenvelder in de Oekraïense competitie tegen Karpaty Lviv. Op 18 september 2014 maakte hij zijn Europees debuut in de groepsfase van de UEFA Europa League tegen Internazionale. Op 15 maart 2015 maakte Loetsjkevytsj zijn eerste competitietreffer tegen zijn voormalige werkgever Metaloerh Zaporizja. Hij maakte het enige doelpunt van de wedstrijd.
Op 30 januari 2017 tekende hij een contract bij het Belgische Standard Luik. Begin 2019 werd hij voor een half jaar verhuurd aan Oleksandriya en vertrok er finaal naar toe juni daarop.
In juli 2021 vertrok hij transfervrij naar Dnipro-1.

## Interlandcarrière
Loetsjkevytsj maakte negen treffers in 55 interlands voor de nationale jeugdteams van Oekraïne tussen 2012 en 2018.